# Daniel Jeandupeux
Daniel Jeandupeux (Saint-Imier, 7 febbraio 1949) è un allenatore di calcio, ex calciatore e dirigente sportivo svizzero, di ruolo centrocampista.

## Carriera
Nel 1974 fu capocannoniere del campionato svizzero, competizione che vinse 2 volte con la maglia dello Zurigo (1974, 1975). Nello stesso periodo vinse anche due coppe di Svizzera (1972, 1973). In seguito iniziò una lunga carriera da allenatore in patria ed in Francia nel corso della quale vinse un'altra volta il campionato svizzero con lo Zurigo, nel 1981.

## Palmarès

### Giocatore
- Campionato svizzero: 3

Zurigo: 1973-1974, 1974-1975, 1980-1981
- Coppa Svizzera: 1

Zurigo: 1971-1972, 1972-1973
- Coppa di Lega svizzera: 1

Zurigo: 1980-1981

### Allenatore

#### Competizioni nazionali
- Campionato svizzero: 1

Zurigo: 1980-1981
- Coppa Svizzera: 1

Sion: 1979-1980
- Coppa di Lega svizzera: 1

Zurigo: 1980-1981

#### Individuale
- Allenatore francese dell'anno: 1

1991